# منتخب نيجيريا لكرة اليد للسيدات
منتخب نيجيريا لكرة اليد للسيدات هو الممثل الرسمي لنيجيريا في رياضة كرة اليد. شارك في كرة اليد في الألعاب الأولمبية الصيفية مرة واحدة وكانت تلك المشاركة في سنة 1992. شارك في بطولة أفريقيا لكرة اليد للسيدات 6 مرات وكانت المشاركة الأولى في سنة 1979، كان أفضل مركز له فيها هو الأول.